# Zápas na Letních olympijských hrách 1976 – muži, řecko-římský do 57 kg
Zápas řecko-římský ve váhové kategorii do 57 kg probíhal na Letních olympijských hrách 1976 v Montrealu, v multifunkční hale Maurice Richard Arena. O medaile se utkalo celkem 17 zápasníků.

## Turnajové výsledky
Za prohru zápasníci získávají záporné body. 6 bodů vyřazuje zápasníka z dalších bojů. Poté, co zbývají poslední tři borci, utkají se tito ve finálovém kole o medaile.
Legenda
- TF — Lopatkové vítězství
- IN — Vítězství pro soupeřovo zranění
- DQ — Vítězství pro soupeřovu pasivitu
- D1 — Vítězství pro soupeřovu pasivitu, vítěz taktéž napomínán
- D2 — Oba zápasníci diskvalifikováni pro pasivitu
- FF — Kontumační vítězství
- DNA — Soupeř nenastoupil
- TPP — Trestné body celkem
- MPP — Trestné body za zápas

Sankce
- 0 - Lopatkové vítězství, technická převaha, pro pasivitu, zranění soupeře, nenastoupení
- 0,5 - Výhra na body, 8-11 bodů rozdíl
- 1 - Výhra na body, 1-7 bodů rozdíl
- 2 - Výhra pro pasivitu, vítěz taktéž napomínán
- 3 - Prohra na body, 1-7 body rozdíl
- 3,5 - Prohra na body, 8-11 bodů rozdílu
- 4 - Prohra lopatková, technickou převahu, pro pasivitu, zranění, nenastoupení

### Kolo 1
| TPP | MPP |                            | Skóre     |                         | MPP | TPP |
| --- | --- | -------------------------- | --------- | ----------------------- | --- | --- |
| 4   | 4   | Luís Grilo (POR)           | DQ / 8:00 | Ali Lachkar (MAR)       | 0   | 0   |
| 4   | 4   | Nyamyn Jargalsaikhan (MGL) | DQ / 5:51 | Krasimir Stefanov (BUL) | 0   | 0   |
| 4   | 4   | Joseph Sade (USA)          | TF / 0:58 | Josef Krysta (TCH)      | 0   | 0   |
| 1   | 1   | Jošima Suga (JPN)          | 6 - 5     | An Han-Young (KOR)      | 3   | 3   |
| 4   | 4   | Józef Lipień (POL)         | DQ / 8:00 | Mihai Boţilă (ROU)      | 0   | 0   |
| 0   | 0   | Pertti Ukkola (FIN)        | DQ / 5:31 | Hans-Jürgen Veil (FRG)  | 4   | 4   |
| 1   | 1   | Farchat Mustafin (URS)     | 9 - 2     | József Doncsecz (HUN)   | 3   | 3   |
| 3   | 3   | Per Lindholm (SWE)         | 1 - 8     | Ivan Frgić (YUG)        | 1   | 1   |
| 0   |     | Douglas Yeats (CAN)        |           | Bye                     |     |     |

### Kolo 2
| TPP | MPP |                            | Skóre     |                        | MPP | TPP |
| --- | --- | -------------------------- | --------- | ---------------------- | --- | --- |
| 4   | 4   | Douglas Yeats (CAN)        | TF / 4:05 | Luís Grilo (POR)       | 0   | 4   |
| 7.5 | 3.5 | Nyamyn Jargalsaikhan (MGL) | 11 - 22   | Joseph Sade (USA)      | 0.5 | 4.5 |
| 3   | 3   | Krasimir Stefanov (BUL)    | 9 - 16    | Josef Krysta (TCH)     | 1   | 1   |
| 4   | 3   | Jošima Suga (JPN)          | 12 - 16   | Józef Lipień (POL)     | 1   | 5   |
| 6.5 | 3.5 | An Han-Young (KOR)         | 0 - 8     | Mihai Boţilă (ROU)     | 0.5 | 0.5 |
| 1   | 1   | Pertti Ukkola (FIN)        | 6 - 5     | Farchat Mustafin (URS) | 3   | 4   |
| 7   | 3   | Hans-Jürgen Veil (FRG)     | 7 - 7     | Per Lindholm (SWE)     | 1   | 4   |
| 4   | 1   | József Doncsecz (HUN)      | 5 - 2     | Ivan Frgić (YUG)       | 3   | 4   |
| 0   |     | Ali Lachkar (MAR)          |           | DNA                    |     |     |

### Kolo 3
| TPP | MPP |                       | Skóre     |                         | MPP | TPP |
| --- | --- | --------------------- | --------- | ----------------------- | --- | --- |
| 8   | 4   | Douglas Yeats (CAN)   | TF / 5:14 | Krasimir Stefanov (BUL) | 0   | 3   |
| 8   | 4   | Luís Grilo (POR)      | 1 - 30    | Joseph Sade (USA)       | 0   | 4.5 |
| 4   | 3   | Josef Krysta (TCH)    | 6 - 9     | Jošima Suga (JPN)       | 1   | 5   |
| 6   | 1   | Józef Lipień (POL)    | 9 - 4     | Pertti Ukkola (FIN)     | 3   | 4   |
| 4   | 3.5 | Mihai Boţilă (ROU)    | 6 - 14    | Farchat Mustafin (URS)  | 0.5 | 4.5 |
| 4   | 0   | József Doncsecz (HUN) | DQ / 8:23 | Per Lindholm (SWE)      | 4   | 8   |
| 4   |     | Ivan Frgić (YUG)      |           | Bye                     |     |     |

### Kolo 4
| TPP | MPP |                     | Skóre     |                         | MPP | TPP |
| --- | --- | ------------------- | --------- | ----------------------- | --- | --- |
| 5   | 1   | Ivan Frgić (YUG)    | 7 - 3     | Krasimir Stefanov (BUL) | 3   | 6   |
| 8.5 | 4   | Joseph Sade (USA)   | TF / 2:12 | Jošima Suga (JPN)       | 0   | 5   |
| 8   | 4   | Josef Krysta (TCH)  | 0 - 12    | Mihai Boţilă (ROU)      | 0   | 4   |
| 10  | 4   | Józef Lipień (POL)  | 4 - 29    | Farchat Mustafin (URS)  | 0   | 4.5 |
| 4.5 | 0.5 | Pertti Ukkola (FIN) | 14 - 3    | József Doncsecz (HUN)   | 3.5 | 7.5 |

### Kolo 5
| TPP | MPP |                        | Skóre     |                     | MPP | TPP |
| --- | --- | ---------------------- | --------- | ------------------- | --- | --- |
| 6   | 1   | Ivan Frgić (YUG)       | 9 - 4     | Jošima Suga (JPN)   | 3   | 8   |
| 8   | 4   | Mihai Boţilă (ROU)     | DQ / 5:19 | Pertti Ukkola (FIN) | 0   | 4.5 |
| 4.5 |     | Farchat Mustafin (URS) |           | Bye                 |     |     |

### Finále
Výsledky z předchozích kol se započítávají do finále (žlutě zvýrazněno)
| TPP | MPP |                        | Skóre     |                        | MPP | TPP |
| --- | --- | ---------------------- | --------- | ---------------------- | --- | --- |
|     | 1   | Pertti Ukkola (FIN)    | 6 - 5     | Farchat Mustafin (URS) | 3   |     |
| 7   | 4   | Farchat Mustafin (URS) | DQ / 6:03 | Ivan Frgić (YUG)       | 0   |     |
| 3   | 3   | Ivan Frgić (YUG)       | 4 - 5     | Pertti Ukkola (FIN)    | 1   | 2   |

## Finálové pořadí
1. Pertti Ukkola (FIN)
2. Ivan Frgić (YUG)
3. Farchat Mustafin (URS)
4. Jošima Suga (JPN)
5. Mihai Boţilă (ROU)
6. Krasimir Stefanov (BUL)
7. József Doncsecz (HUN)
8. Josef Krysta (TCH)